# Osires Damaso
Osíres Rodrigues Damaso (Campinorte, 16 de abril de 1963) é um político brasileiro filiado ao Podemos (PODE).

## Política
Nascido em 16 de abril de 1963, em Campinorte (GO), Osires Damaso mudou-se para Paraíso do Tocantins com a sua família quando tinha dois anos de idade. Começou a trabalhar ainda na adolescência, com 16 anos.
Ao longo dos anos trabalhou como frentista em posto de gasolina, vendedor de peixe na feira, motorista de caminhão, passou a atuar no ramo hortifrutigranjeiro e acabou se tornando o proprietário de uma das maiores redes de supermercados do Tocantins. Classicista partidário do associativismo, o empresário é filiado à Associação Comercial e Industrial de Paraíso do Tocantins (ACIP), participa do Sindicato Rural de Paraíso e da Associação Tocantinense dos Supermercados (ATOS).
Sua carreira política começou em 2000, quando disputou a prefeitura de Paraíso do Tocantins, mas não foi eleito. Em 2002 candidatou-se a deputado estadual, ficando como suplente. Em 2006, fez mais uma tentativa, ficando com a primeira suplência de seu grupo político.
Com a renúncia do então presidente da Assembleia Legislativa para assumir o Governo do Estado, Osires Damaso assumiu em definitivo a vaga de deputado. Em seguida, elegeu-se deputado estadual pelo Democratas em 2010, partido que presidiu entre 2011 e 2013.
No ano de 2013, o deputado assumiu a presidência da Assembleia Legislativa e, nas eleições de 2014, reelegeu-se para mais um mandato, sendo o quinto mais votado do Estado com um total de 20.823 votos e, na sequência, reeleito presidente da Casa de Leis.

Em 2018 Osires Damaso se candidatou ao cargo de deputado federal e foi o segundo candidato mais votado do Tocantins, com 58.726 votos. Atualmente, Damaso preside o Partido Social Cristão (PSC) no Tocantins.